# Jack megye
Jack megye az Amerikai Egyesült Államokban, azon belül Texas államban található. Megyeszékhelye és legnagyobb városa Jacksboro. Lakosainak száma 8472 fő (2020. április 1.). Jack megye Archer, Clay, Parker, Wise, Palo Pinto, Montague és Young megyékkel határos.

## Népesség
A megye népességének változása:
| Lakosok száma | 9022 | 9042 | 8980 | 8957 | 8878 | 8472 |
|               | 2010 | 2011 | 2012 | 2013 | 2015 | 2020 |